# Tragedija u tri čina
Tragedija u tri čina (izdan 1934.) je kriminalistički roman "kraljice krimića" s Poirotom u glavnoj ulozi.

## Radnja
Sir Charles Cartwright, uspješni glumac pozvao je trinaest ljudi na večeru, a među trinaestoricom bio je i Hercule Poirot. Neki uzvanici naslučuju ubojstvo i ono se zbilja događa. Lokalni svećenik otrovan je koktelom. Poirot je na zamolbu g. Cartwrighta prihvatio slučaj i otkrio ubojicu.

## Ekranizacija
Prvi put je ekraniziran 1986. u TV filmu s Peterom Ustinovom u glavnoj ulozi.
Drugi put je ekraniziran 2010., u dvanaestoj sezoni (2010.–11.) TV serije Poirot s Davidom Suchetom u glavnoj ulozi.

## Poveznice
- Tragedija u tri čina  Arhivirana inačica izvorne stranice od 14. srpnja 2014. (Wayback Machine) na Agatha-Christie.net, najvećoj domaćoj stranici obožavatelja Agathe Christie